# Ezgi Asaroğlu
Pour les articles homonymes, voir Asaroğlu.
Ezgi Asaroğlu est une actrice de cinéma et de télévision turque née le 18 juin 1987 à İzmir.

## Filmographie
| Année | Film                                  | Rôle    | Réalisateur                | Notes et Récompenses |
| ----- | ------------------------------------- | ------- | -------------------------- | -------------------- |
| 2004  | Bir Dilim Aşk (TV)                    | Pelin   | Yüksel Aksu, Ümmü Burhan   |                      |
| 2004  | Zor Karar (TV)                        | Meral   | Nihat Özcan, Feride Kaytan |                      |
| 2005  | What's Love Doing in the Mountains?   | Ayşe    | Yunus Emre Fırat           | [ 1 ]                |
| 2006  | Kızlar Yurdu (TV)                     | Gülenay | Ceyda Demir                |                      |
| 2007  | Yolcu (TV)                            | Kader   | Ali Artaç                  |                      |
| 2007  | Menekşe ile Halil (TV)                | Canay   | Uluç Bayraktar             |                      |
| 2008  | Hatırla Sevgili (TV)                  | Rüya    | Ümmü Burhan                |                      |
| 2008  | Pour un instant la liberté            | Jasmin  | Arash T. Riahi             | [ 1 ]                |
| 2008  | Gece Sesleri (TV)                     | Zehra   | Cemal Şan                  |                      |
| 2009  | Binbir Gece (TV)                      | Duru    | Kudret Sabancı             |                      |
| 2009  | Kampüste Çıplak Ayaklar               | Deniz   | Cansel Elçin               | [ 1 ]                |
| 2009  | En Mutlu Olduğum Yer                  | Elif    | Kağan Erturan              | [ 1 ]                |
| 2009  | Acı Aşk                               | Seda    | Taner Elhan                | [ 2 ]                |
| 2011  | Leyla ile Mecnun (TV)                 | Leyla   | Onur Ünlü                  |                      |
| 2012  | Cennetten Kovulmak/The Fall From Eden | Emine   | Ferit Karahan              |                      |
| 2013  | Aşk Kırmızı                           | Zeynep  | Osman Sınav                | [ 3 ]                |
| 2013  | Yağmurdan Kaçarken (TV)               | Idil    | Jale İncekol               |                      |
| 2014  | Sağ Salim 2: Sil Baştan               | Nihal   | Ersoy Güler                |                      |
| 2014  | O Hayat Benim (TV)                    | Bahar   | Hulya Bilban               |                      |
| [ 4 ] |                                       |         |                            |                      |

## Publicités
| Année              | Film                                          | Réalisateur       | Notes et Récompenses                    |
| ------------------ | --------------------------------------------- | ----------------- | --------------------------------------- |
| 2004               | Molped                                        | Bahadir Karatas   |                                         |
| 2005               | Meuble Çilek                                  | Mert Baykal       |                                         |
| 2005               | Coca-Cola                                     | Serdar Işık       |                                         |
| 2005               | Redd                                          | Mete Özgencil     | * Redd « Mutlu olmak için » Music Video |
| 2007               | Biryağ                                        | Hakan Yonat       |                                         |
| 2007               | Vodafone                                      | Özer Feyzioğlu    |                                         |
| 2008               | Ülker Yıldız                                  | Hakan Yonat       |                                         |
| 2008               | 27e Festival International du Film d’Istanbul | Çağan Irmak       |                                         |
| 2008               | Vodafone                                      | Burcu Matur Yolcu |                                         |
| 2009               | Polisan Home Cosmetics                        | Eric Will         |                                         |
| (Source: IMDb.com) |                                               |                   |                                         |